# Batočina
Batočina (en serbe cyrillique : Баточина) est une localité et une municipalité de Serbie situées dans le district de Šumadija. Au recensement de 2011, la localité comptait 5 804 habitants et la municipalité dont elle est le centre 11 760.
Batočina est officiellement classée parmi les villages de Serbie.

## Géographie

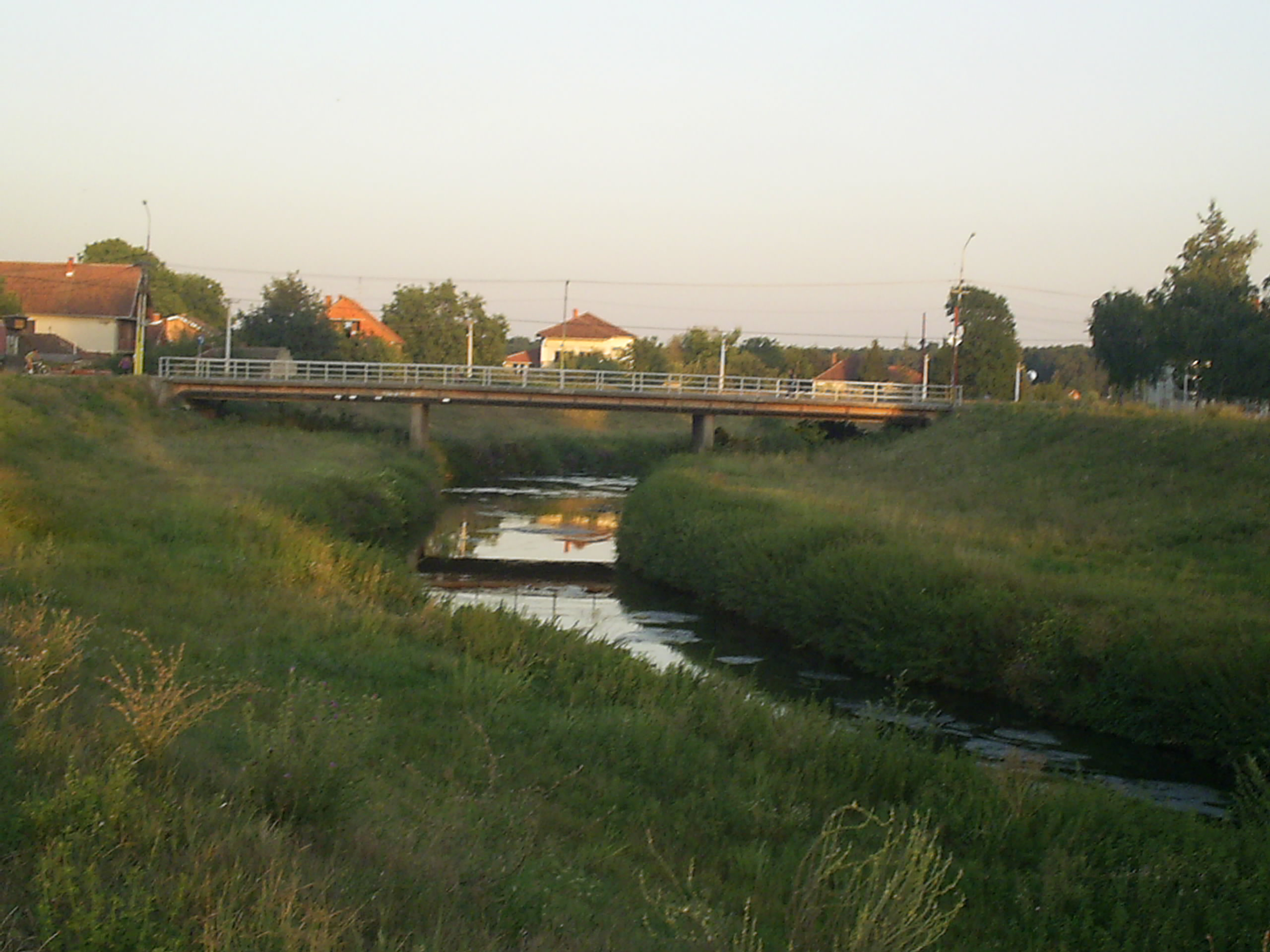
La rivière Lepenica à Batočina

## Localités de la municipalité de Batočina

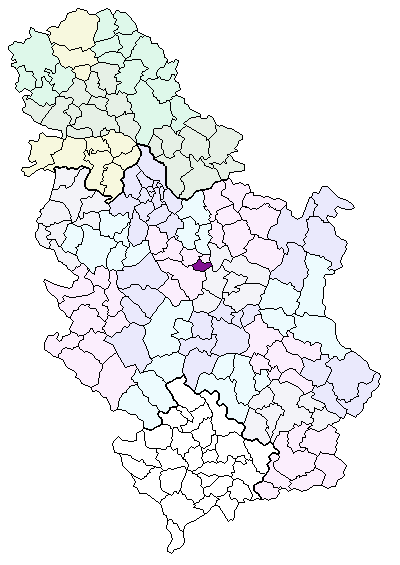
Localisation de la municipalité de Batočina en Serbie

La municipalité de Batočina compte 11 localités :
- Badnjevac
- Batočina
- Brzan
- Gradac
- Dobrovodica
- Žirovnica
- Kijevo
- Milatovac
- Nikšić
- Prnjavor
- Crni Kao

Toutes les localités de la municipalité, y compris Batočina, sont officiellement considérées comme des « villages » (село/selo).

## Démographie

### Localité

#### Évolution historique de la population dans la localité
| 1948  | 1953  | 1961  | 1971  | 1981  | 1991  | 2002  | 2011  |
| ----- | ----- | ----- | ----- | ----- | ----- | ----- | ----- |
| 2 068 | 2 198 | 2 598 | 3 378 | 4 825 | 5 584 | 5 574 | 5 804 |

## Politique

### Élections locales de 2008

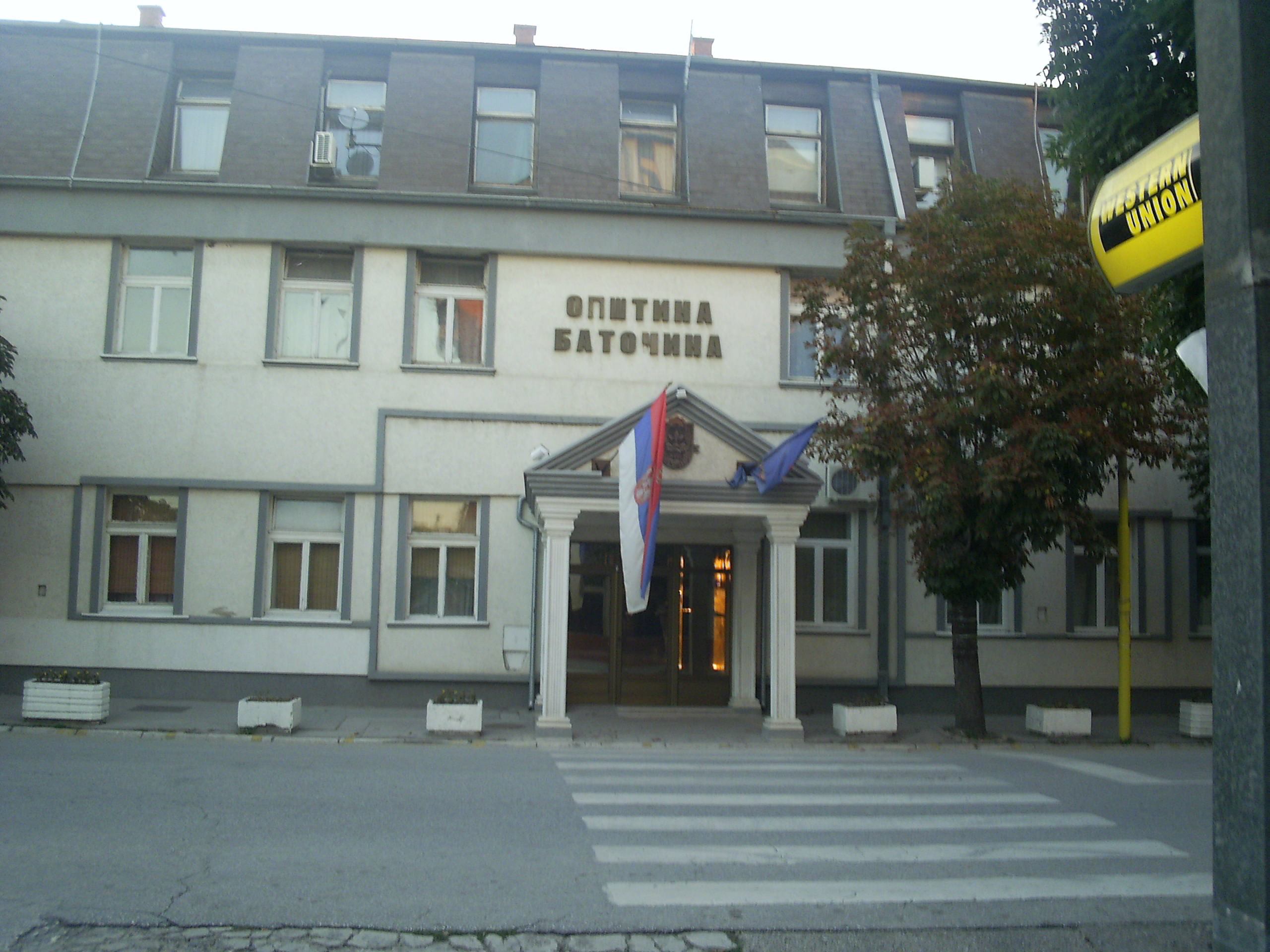
Le bâtiment de l'assemblée de Batočina

À la suite des élections locales serbes de 2008, les 35 sièges de l'assemblée municipale se répartissaient de la façon suivante :
| Parti                                   | Sièges |
| --------------------------------------- | ------ |
| Parti démocratique                      | 18     |
| Parti radical serbe                     | 5      |
| Mouvement pour Batočina                 | 5      |
| Liste « Ensemble pour Batočina »        | 3      |
| G17 Plus - Mouvement serbe du renouveau | 2      |
| Parti démocratique de Serbie            | 2      |

Radiša Milošević, membre du Parti démocratique du président Boris Tadić, a été élu président (maire) de la municipalité de Batočina.

### Élections locales de 2012
À la suite des élections locales serbes de 2012, les 35 sièges de l'assemblée municipale se répartissaient de la façon suivante :
| Parti                                                     | Sièges |
| --------------------------------------------------------- | ------ |
| Parti démocratique                                        | 19     |
| Donnons de l'élan à Batočina                              | 6      |
| Parti socialiste de Serbie et alliés                      | 5      |
| Liste « Ensemble » (Ensemble pour la Šumadija, SPO, LDPS) | 5      |

Radiša Milošević a été réélu président de la municipalité.

## Coopération internationale
- Brno (Tchéquie)[9]